# JCALG1
JCALG1 — небольшая библиотека с открытым исходным кодом для сжатия файлов.

## Описание
JCALG1 предназначена для высокой степени сжатия и быстрой декомпрессии с минимальными затратами памяти.
Библиотека используется в PECompact и была полностью написана на 32-разрядном ассемблере для x86 архитектуры.
Сжимает файлы, как правило, лучше, чем Deflate, Zip и другие алгоритмы сжатия. Исходный код включен в динамическую библиотеку «pec2codec_jcalg1.dll» и легко используется в собственных проектах.

## Возможности и достоинства
- Алгоритм написан полностью на ассемблере для максимальной производительности и минимального размера.
- Высокая степень сжатия файлов.
- Маленький и быстрый декомпрессор.
- Декомпрессия не требует памяти, за исключением буфера назначения.
- Простая интеграция с любым приложением.
- Открытый исходный код.

## Лицензия
Библиотека JCALG1 может быть свободно использована в любых и в любом приложении.
Библиотека поддержки JCalG1 входит в состав компилятора PureBasic, представлена операторами:
AddPackFile, AddPackMemory, ClosePack, CreatePack, NextPackFile, OpenPack, PackFileSize, PackMemory, PackerCallback, UnpackMemory.